# Windows Media Encoder
Windows Media Encoder es una herramienta de codificación multimedia discontinuada desarrollada por Microsoft, el cual permite a los creadores de contenido convertir o capturar contenidos de audio, video y capturas de pantalla al formato de Windows Media. Es el sucesor de NetShow Encoder. La página de descargas reportaba que no tendría soporte para Windows 7. WME fue reemplazado por una versión gratuita de Microsoft Expression Encoder. WME estuvo disponible en versiones de 32-bit y 64-bit.

## Visión general
Windows Media Encoder 9 puede codificar video usando Windows Media Video versión 7, 8 o 9. La codificación de audio utiliza el códec de Windows Media Audio versiones 9.2 10 (si es que está instalada). El contenido multimedia también puede ser codificado sin compresión.
Windows Media Encoder 9 permite el uso de codificación de dos pasos para optimizar la calidad de contenidos bajo demanda (streaming). También soporta la tasa de bits variable (VBR) para contenidos descargables. VBR verdadero puede ser aplicado sobre toda la duración del contenido (particularmente en secuencias con mucho movimiento), asegurando la máxima calidad. Esta versión habilita el codificado por scripting a través del script VBScript wmcmd.vbs, permitiendo a los desarrolladores de contenido codificar grandes cantidades de contenido previamente codificado.
La aplicación gráfica es en realidad una envoltura para el codificador en sí mismo. Los desarrolladores pueden escribir sus propias aplicaciones usando Visual Studio para lograr las mismas funciones encontradas en la aplicación provista por Microsoft. Estas aplicaciones pueden ser usadas para automatizar la producción de contenido multimedia. Un kit de desarrollo también estuvo disponible.
Con la eliminación de Windows Media DRM en Windows 10 Anniversary Update, Windows Media Encoder 9 deja de ser compatible con la actual versión de Windows desde mayo de 2017.

## Versiones
- NetShow Encoder 3.0[4]
- NetShow Encoder 3.01 (viene con Microsoft PowerPoint 2000)
- Windows Media Encoder 4.0 (también parte de Windows Media Tools[5][6]) Windows Media Tools 4.1 was the last release for Windows 95 and Windows NT 4.0.
- Windows Media Encoder 7.1 (para Windows 98, Windows Me y Windows 2000)
- Windows Media 8 Encoding Utility (línea de comandos) para Windows 98, Windows Me and Windows 2000[7]
- Windows Media Encoder 9
- Windows Media Encoder x64 (basado en Windows Media 10 SDK)

Windows Media Encoder Studio Edition fue una versión separada planeada de Windows Media Encoder 9, con soporte de codificación por segmentos y canales de audio múltiples. Tras la beta 1, fue eventualmente cancelado. Microsoft lanzó posteriormente su aplicación comercial Expression Encoder como parte de Expression Studio.